# Requesón

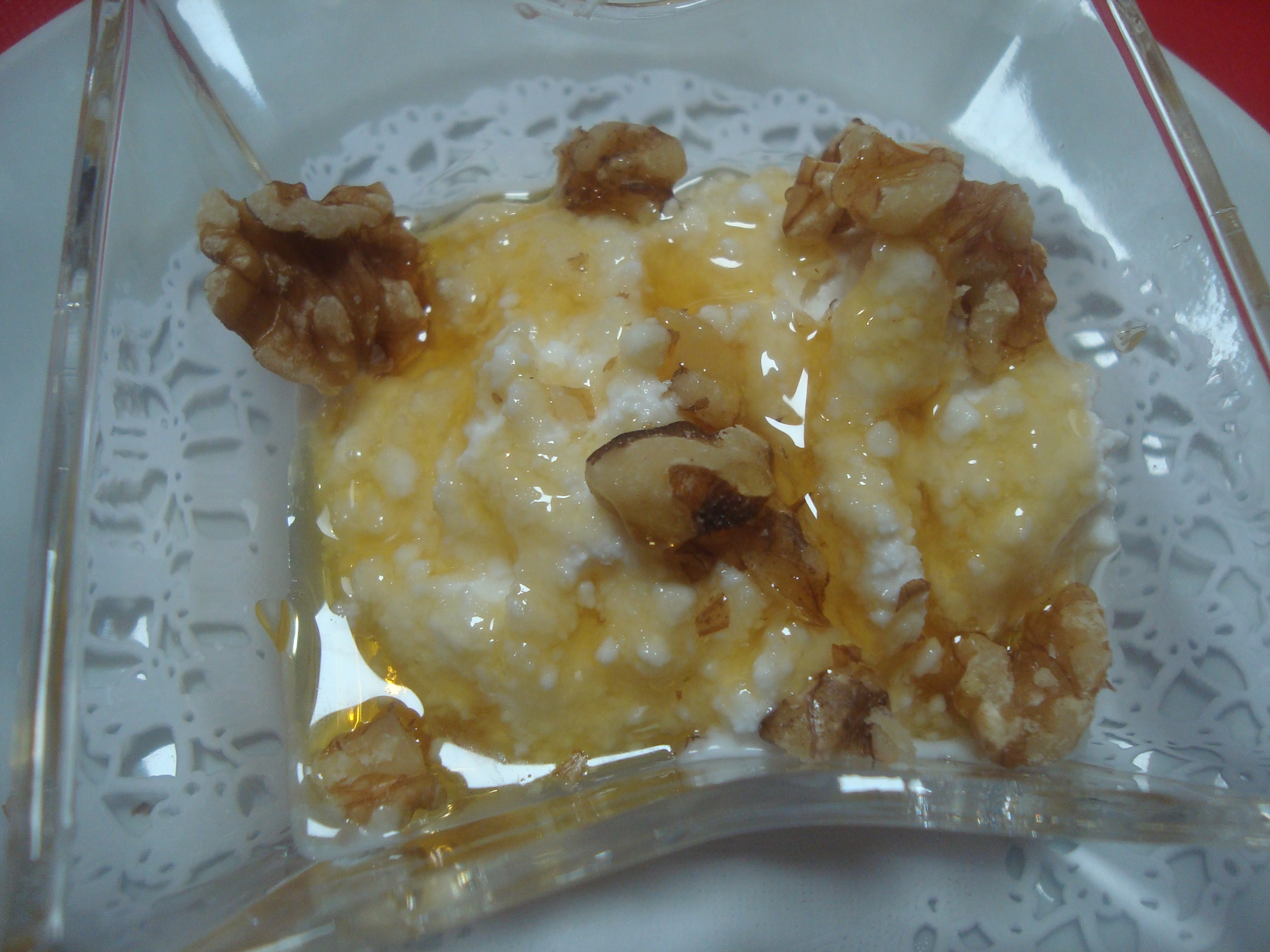
Postre de Requesón con miel y nueces.

El requesón o ricota es un derivado del suero de textura granulosa obtenido a partir de la parte líquida de la leche, una vez esta se ha cortado, como la ricotta italiana, que se obtiene por la fermentación y cocción del suero. Este suero es un subproducto sobrante de la elaboración de los quesos. El suero se fermenta y luego se cuece, de manera que el líquido se solidifica formando una pasta de color blanco, sabor suave y textura blanda y granulosa. 
Su origen se remonta a la Edad de Bronce, y luego durante la Antigua Roma se expandió su producción. Tiene tradición en la gastronomía de Italia, donde se emplea para platos y postres, y en la de España, donde se puede elaborar a base de leche de cabra, de oveja o de vaca. En Italia, se puede encontrar la ricotta hecha a base de leche de búfala.

## Terminología
En español este producto se denomina «requesón», es decir, 'vuelto a hacer a partir de queso'. Otro nombre común es «ricota», 'vuelto a cocinar' (del italiano ricotta). Este nombre es el que se le da en la Argentina y Venezuela, debido a la inmigración italiana.

#### «Ricota» en Venezuela
En Venezuela la ricota se refiere a un bloque de cuajada totalmente desnatada y endurecida con sales de calcio para lograr un sustituto barato del queso; no obstante, este no se funde bajo el calor y es recomendada por nutricionistas dado su ínfimo contenido lipídico.[cita requerida]

## Elaboración
El requesón es un tipo de queso, pero tiene un proceso de elaboración diferente: el queso se coagula gracias a la caseína; el suero del requesón, sin embargo, al ser un subproducto que ya no posee caseína, debe su coagulación únicamente a otras proteínas presentes en el suero.  

### Fermentación
El suero se fermenta gracias a la acción de los lactobacilos. Para una elaboración casera, se suele utilizar vinagre o jugo de cítrico. De este agente acidificador se agrega un total del 5-10 % del volumen del propio lactosuero. En la producción industrial se usan ácido cítrico o tartárico, que sirven para catalizar el proceso. 

### Cocción
Tras la fermentación, el suero se calienta a unos 90 °C. Esto provoca que las proteínas contenidas en el líquido (la albúmina y la globulina) se coagulen y formen una masa mantecosa, de consistencia blanca y color opaco, es decir, el requesón.

### Elaboración industrial
El requesón tradicional se produce exclusivamente a base del suero reaprovechado. No obstante, debido a las necesidades de la producción industrial, en especial en Estados Unidos, a veces se le añade leche entera para incrementar la consistencia. Una vez coagulada, se deposita en recipientes que permiten el drenaje del exceso de líquido durante unas diez horas.

## Características

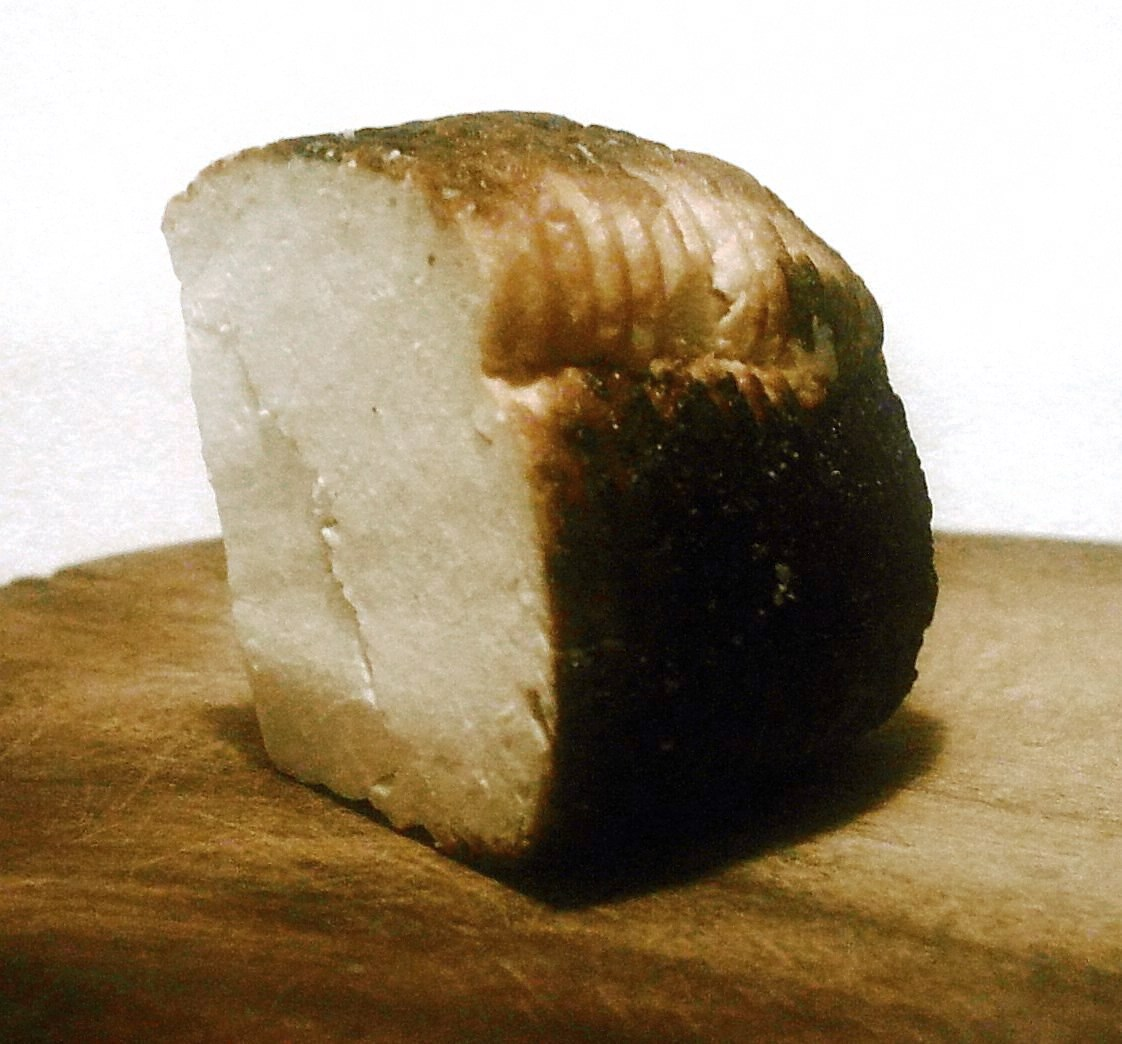
Ricotta infornata; nótese la costra dorada de la cocción.

El requesón es un producto rápidamente perecedero. Para incrementar su periodo de consumo, se le somete a varios procesos como el prensado, salado y puesto a secar se obtiene ricotta salata, similar a un queso duro. Ahumado, da lugar a ricotta affumicata, de color ligeramente pardo y sabor característico. Ligeramente horneado, se obtiene la ricotta infornata, típica de la región mediterránea. Un largo proceso de salado y acidificación controlada produce la ricotta scanta, ligeramente amarga, intensa y picante.
La producción de ricota es panitálica; la variedad más difundida es la producida en Sicilia, pero también son grandes productores Calabria y Cerdeña.
En España, el requesón se produce principalmente en las regiones cantábricas y zonas cercanas, como los Pirineos y Galicia.

## Consumo
El sabor y el valor nutricional dependen en gran medida de la leche empleada; en Italia está extendida la producción de ricota vacuna, ovina, caprina y aún de búfala. La de leche de oveja es la más rica en grasas, alcanzando el 24 %, mientras que las de origen bóvido no superan el 8 %. Es rica en proteínas y en lactosa.
Se emplea para rellenar pasta (ravioli, tortellini, canelones, lasaña) o en postres. Mezclada con fruta o frutos secos, es un tradicional dulce casero. Endulzada, es el relleno principal de los cannoli sicilianos, y uno de los ingredientes clave en la elaboración de la cassata. En el cono sur es la base de un típico postre, la tarta de ricota.

## Por región
Como es natural, en cada región donde tradicionalmente se elabora la ricotta o requesón difiere ligeramente la receta.

### Italia
- Ricotta salata, requesón prensado y curado, lo que le da una apariencia de queso duro;
- Ricotta affumicata, requesón que ha sido ahumado;
- Ricotta infornata, requesón salado y horneado, típico de la cocina siciliana.

El Parlamento de Italia ha aprobado dos denominaciones de origen para la ricotta en el país:
- la Ricotta di Bufala Campana se produce en zonas de Campania principalmente, pero también en Apulia, Lacio y Molise. Se obtiene de la elaboración de la  mozzarella di bufala campana; su sabor es suave y adulzado; su textura cremosa y granulosa pero no arenosa.[5]

- la Ricotta Romana, hecha con suero de leche de oveja, se produce en la región de Lacio. Se consume tanto solo, como en rellenos y otros platos. Si se sirve solo, combina con el vino y el pan de centeno.[6]

### España

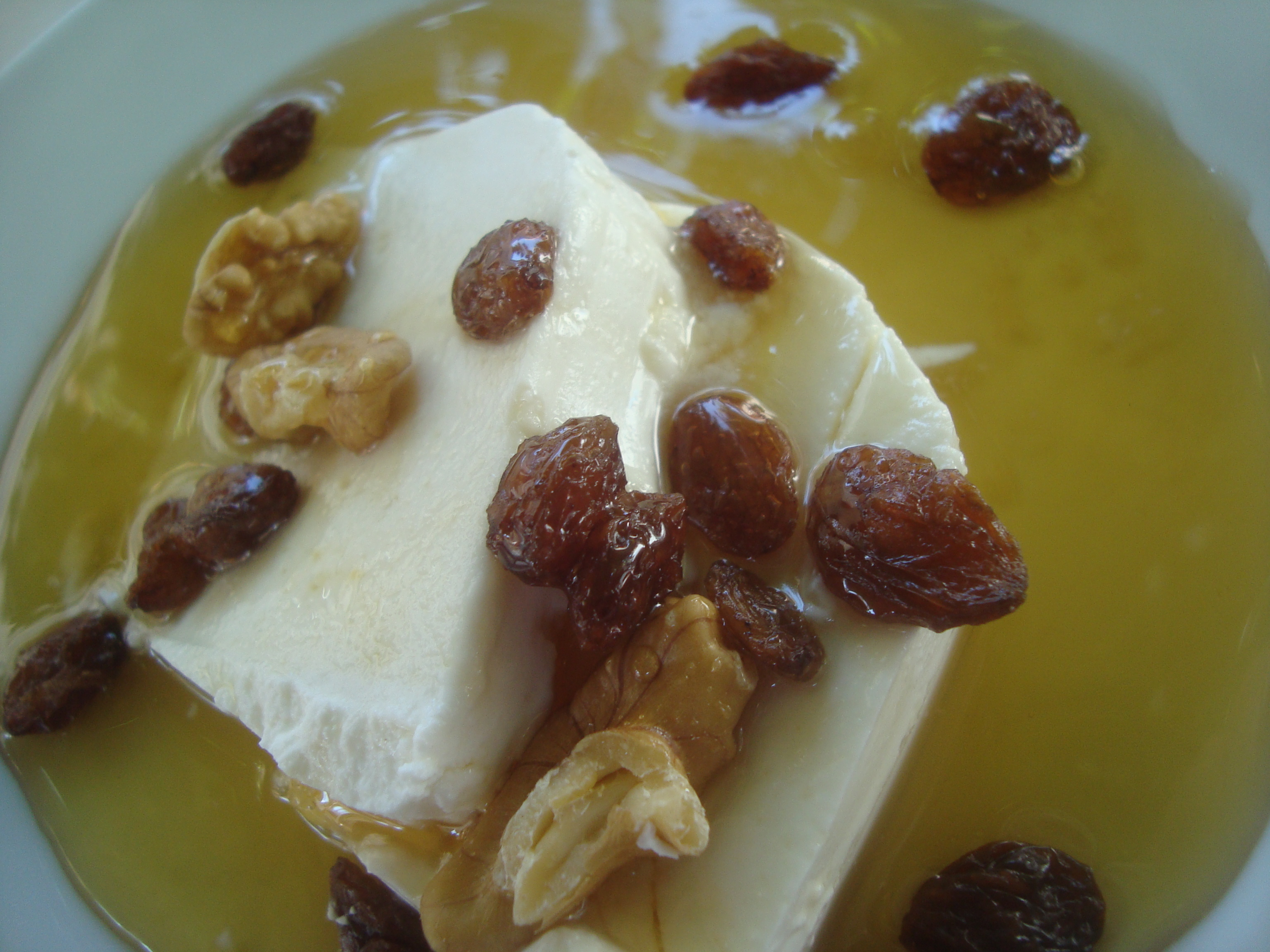
Mel i mató

En términos generales, el requesón y la ricota son el mismo producto lácteo. Sin embargo el que se suele producir en la tradición española es un poco más húmeda. En Cataluña es típico el “mató”.

### Cuenca del Plata
En Argentina, Paraguay y Uruguay el nombre ricota o ricotta se aplica para el producto descrito anteriormente, mientras que se denomina «requesón» a un queso untable muy popular. Este producto se exporta a Brasil, El Salvador y México, donde el nombre «requesón» se usa tanto en uno como en otro producto. 

### México
En México al requesón se le considera un gran integrante de la gastronomía ya que su uso está dentro de las comidas más típicas como son las gorditas, quesadillas, tacos etc. También se utiliza en la elaboración del pan dulce, como son las empanadas rellenas de requesón o los cocoles rellenos.